# Марија Музичук
Марија Музичук (укр. Марі́я Оле́гівна Музичу́к; Лавов, 21. септембар 1992)  украјинска је шаховска велемајсторка, светска шампионка од априла 2015. до марта 2016, двострука женска шампионка Украјине 2012. и 2013. и тимска шампионка света и Европе са Украјином 2013. године.

## Биографија
Рођена је 21. септембра 1992. у Лавову. Родитељи су је први пут учили шаху са две године, а са три је знала све шаховске фигуре. Са шест година је учествовала на свом првом шаховском турниру. Победила је у категорији девојчица до десет година на Европском омладинском првенству у шаху 2002. у Пенисколи. У новембру 2010. је рангирана као пета најбоље оцењена играчица до дведесет година на свету. Била је међу шеснаест најбољих на Светском првенству 2010, али је изгубила од Харике Дронавали у плеј-офу после нерешеног резултата у редовном мечу. Победила је на женском првенству Украјине 2012. и 2013. Године 2014. је освојила награду за најбољу жену на турниру Gibraltar Masters, где је стекла и велемајсторску норму. Освојила је Светско првенство 2015. У првом колу је ремизирала са Јуном Јуанлинг у класичним партијама, а затим је савладала у тај-брејку. У другом колу је ремизирала са Моником Соћком у класичним партијама и савладала је у тај-брејку. У трећем колу је победила бившу светску шампионку у шаху Антоанету Стефанову у класичним партијама резултатом 1½–½. У четвртфиналу је победила првог носиоца Конеру Хампи у тај-брејку (2½–1½), а затим Харику Дронавали у полуфиналу тај-брејком (3½–2½). У финалу је победила Наталију Погонину резултатом 2½–1½ након чега је стекла титулу велемајстора и квалификовала се за Светско првенство 2015. које је одржано у Бакуу. Исте године је одликована Орденом за заслуге трећег степена од украјинског председника Петра Порошенка и Фиде наградом Caïssa за најбољу шахисткињу 2015. коју су дизајнирале и направиле занатлије Lobortas Classic Jewelry House. Награда јој је свечано уручена 8. септембра 2016. током 42. шаховске олимпијаде у Бакуу. Изгубила је титулу против Хју Јифан на Светском првенству са 3–6. Године 2017. је одбила да игра на Светском првенству у Ирану из протеста јер је морала да носи хиџаб. У почетној фази игре обично игра краљевог пешака као бели и сицилијанску и холандску одбрану са црним. Током меча на Светском првенству против Наталије Погонине медији су је назвали госпођицом тактике. Има старију сестру Ану Музичук која је такође водећа шахисткиња. Осим шаха, обе сестре играју и стони тенис.